# Station Reda Pieleszewo
Station Reda Pieleszewo is een spoorwegstation in de Poolse plaats Reda.